# Cartas de Amarna

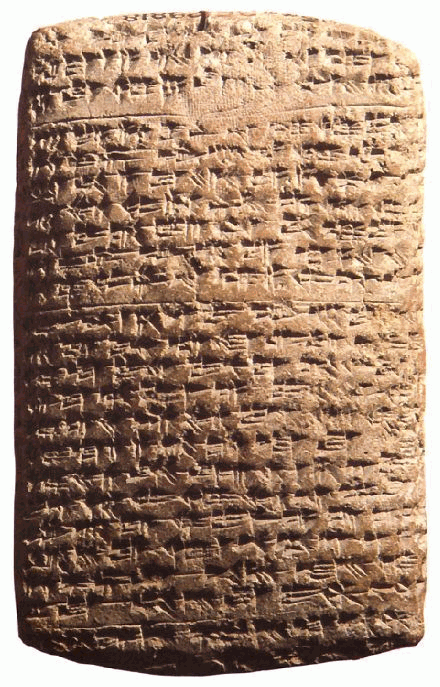
Una de las cartas de Amarna con escritura cuneiforme grabada en una tablilla de arcilla.

Las Cartas de Amarna, llamadas también Correspondencia de Amarna, son un archivo de correspondencia, en su mayor parte diplomática, grabada en tablillas de arcilla, entre la administración egipcia y no solo sus semejantes en Canaán, el reino de Amurru, Mittani y Babilonia, sino también con estados vasallos en Siria. Estas cartas fueron encontradas en Amarna, ciudad del Alto Egipto, el nombre moderno de la capital del Imperio Nuevo del Antiguo Egipto, Ajetatón, fundada durante el reinado del faraón Amenhotep IV, también llamado Ajenatón (ca. 1350-1330 a. C.) 

## Contexto geopolítico hacia el Egipto de 1350a.C.

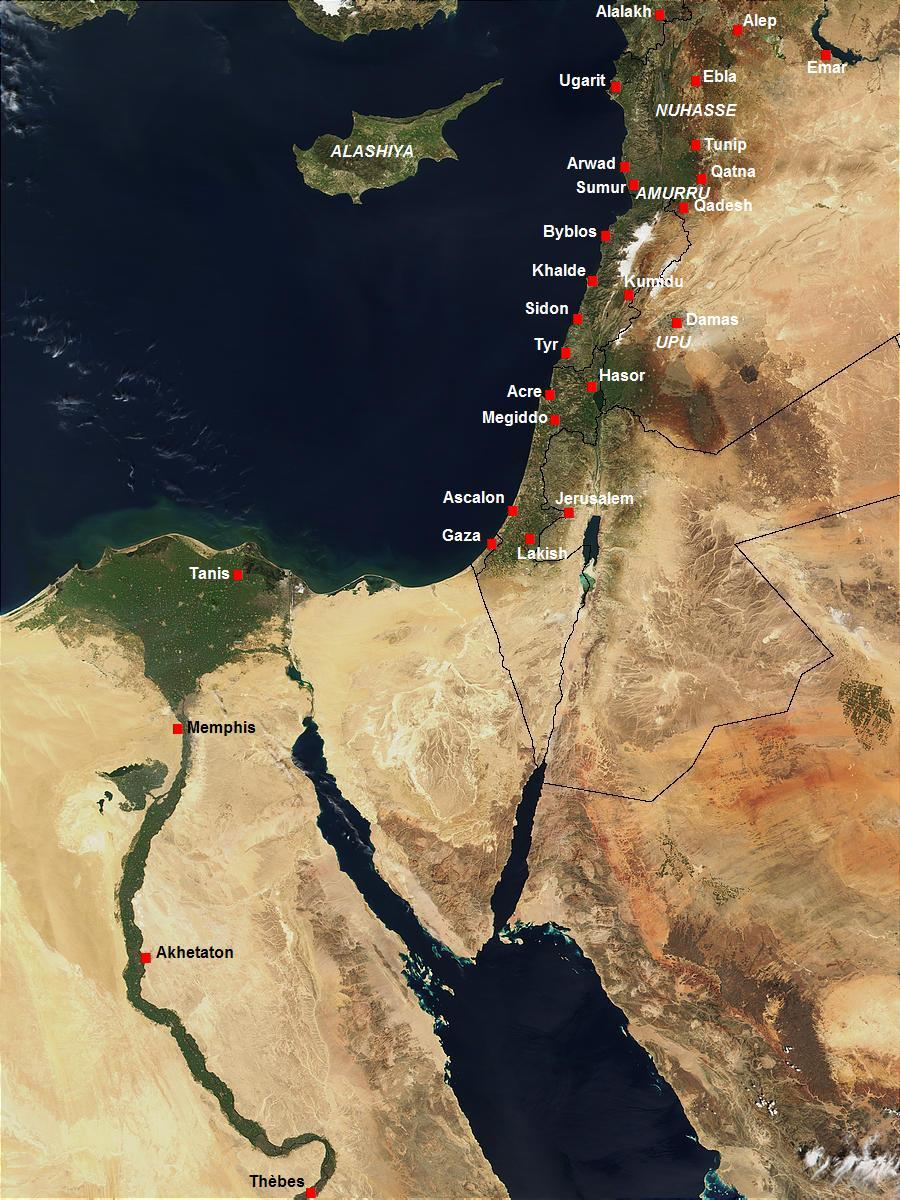
El Creciente Fértil en la época dorada del Imperio Nuevo. Principales ciudades.

Ya un siglo antes del alzamiento al poder del faraón Ajenatón, los reyes del Imperio Nuevo habían llevado las fronteras del reino hacia el sur, algo más de mil trescientos kilómetros dentro de Nubia, apoderándose y manteniendo el control de las ricas minas de oro, metal que les proveería para comprar suficientes recursos junto con el suministro necesario de hombres para el reclutamiento de los ejércitos.
Hacia el norte, el imperio había sometido a los pequeños gobernantes desde Canaan hasta el norte de Siria, llegado casi a las orillas del Éufrates.

## Las cartas
Estas cartas consisten en tablillas cuneiformes, escritas en su mayoría en acadio, lengua diplomática internacional para este periodo. Fueron descubiertas por egipcios de la zona alrededor de 1887, durante excavaciones clandestinas realizadas en la ciudad en ruinas (originalmente fueron almacenadas en un antiguo edificio que los arqueólogos han llamado desde entonces la Casa de Correspondencia del Faraón) y vendidas en el mercado de antigüedades. Una vez determinado el lugar del hallazgo, las ruinas fueron exploradas en busca de más.

## Su hallazgo

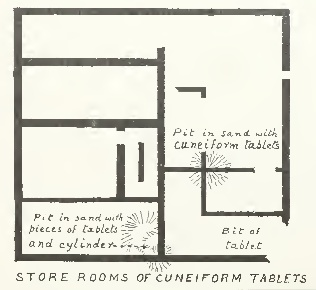
El Archivo Real de Amarna.

El primer arqueólogo que excavó con éxito fue William Flinders Petrie en 1891-92, el cual encontró 21 fragmentos. Émile Chassinat, entonces director del French Institute for Oriental Archaeology en El Cairo, adquirió dos tablillas más en 1903. Desde la edición de la correspondencia de Amarna, Die El-Amarna Tafeln, en dos tomos (1907 y 1915), por el asiriólogo noruego Jørgen Alexander Knudtzon, otras 24 tablillas, o fragmentos de tablillas han sido encontradas, bien en Egipto, o identificadas en las colecciones de varios museos.
Las tablillas originalmente recuperadas por egipcios de la zona han estado dispersas entre museos de El Cairo, Europa y los Estados Unidos: 202 o 203 están en el Vorderasiatischen Museum en Berlín; 49 o 50 en el Museo Egipcio de El Cairo; siete en el Louvre; tres en el Museo Pushkin de Moscú; y una está actualmente en la colección del Instituto Oriental de Chicago.

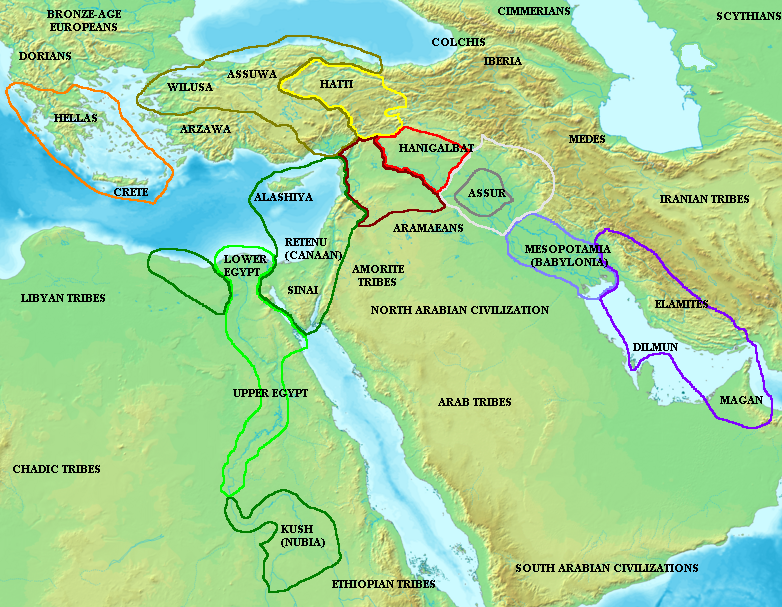
Mapa del antiguo Cercano Oriente durante el periodo de Amarna, mostrando las grandes potencias del periodo: Egipto (verde), Hatti (amarillo), el reino Kasita de Babilonia (púrpura), Asiria (gris), y Mittani (rojo). Las áreas más claras muestran control directo, las áreas más oscuras representan esferas de influencia. La extensión de la civilización Aquea-Micénica se muestra en naranja.

El archivo completo, que también incluye correspondencia del reinado precedente, de Amenhotep III, contenía más de trescientas cartas diplomáticas; el resto es una miscelánea de materiales literarios o educativos. Estas tablillas arrojaron mucha luz sobre las relaciones de Egipto con Babilonia, Asiria, Mitani, los hititas, Siria, Canaán y Alasiya (Chipre). Son importantes para establecer tanto la historia como la cronología del periodo.
En sí, el periodo que abarca la correspondencia comprende los reinados de Amenhotep III, Ajenatón, Semenejkara, Tutanjamón (Tutankamon) y probablemente Ay.

## Traducción
La traducción de las cartas ha resultado ser muy dificultosa debido a que los escribas de la cancillería egipcia usaban una lengua que no les era propia, sino enseñada, derivado del viejo babilónico modificado con innovaciones cananeas, más aún cuando las enseñanzas pasaban de generación en generación de escribas egipcios; siendo este método muy proclive a deformación.

## Los problemas de la clasificación cronológica
Primeramente, las tablillas han sobrevivido en un estado muy pobre, en muchos casos, sus bordes han sido rasgados, eliminando también partes esenciales como pueden ser el destinatario y el remitente de la correspondencia.

### Ausencia de fechas
Segundo, las cartas no contienen fechas ni referencia cronológica alguna, quizás porque dentro del sistema diplomático vigente en ese entonces no había un único calendario universal y no era necesario fechar las misivas. No obstante, existen muy contados casos donde los empleados de la cancillería egipcia anotaban en hierático las indicaciones del tiempo conforme a la costumbre de los escribas egipcios. Pero salvo eso, es muy difícil establecer una línea cronológica.

### Ausencia de remitentes o destinatarios
Tercero, del conjunto de la correspondencia, solamente los reyes de los reinos de Mitani, Asiria y Babilonia nombran al faraón por el prenomen del faraón destinatario de la carta, el resto de las cartas diplomáticas no hace referencia específica a quien está dirigido; por ejemplo, el rey de Alasiya dirige sus cartas al «Rey de Egipto» sin definir a que faraón corresponde. Lo mismo pasa con los vasallos del reino, quienes se dirigen con las fórmulas «Mi Dios», «El Sol», «El Gran Rey», etc. En definitiva, cuando comprendemos que el rango de faraones que pudieron intervenir van desde Amenhotep III a Tutankamón, encontramos muy difícil centrar la misiva en un contexto político definido.

### Alternativas parciales a la fecha
Para intentar salvar el problema del orden cronológico, se ha intentado tomar referencias externas como parámetros para definir conjuntos de correspondencia con un período similar: por ejemplo el rey Abimilki de Tiro dirigió alrededor de diez cartas, en las cuales hace referencia a los reyes Zimridi de Sidón, Etakama de Kadesh, Aziru de Amurru, etc.; así como personajes políticos relevantes de la época, se puede agrupar todas las tablillas de arcilla confeccionadas por aquellos reyes. Aun así, el problema del orden cronológico no se ha cerrado por completo.
Las cartas del rey babilonio Kadashman-Enlil I fijan el marco temporal del reinado de Ajenatón en la mitad del siglo XIV a. C. Aquí también se encontró la primera mención de un grupo de Cercano Oriente conocido como los Habiru, palabra que es el probable origen tanto de la expresión árabes como de la de hebreos. Otros gobernantes citados son: Tushratta de Mittani, Lib'ayu (que David Rohl identifica con el rey bíblico Saúl), y el quejumbroso rey Rib-Hadda de Biblos, quien en más de 58 cartas continuamente ruega la ayuda militar egipcia.

### Cronología
William L. Moran resume el estado de la cronología de estas tablillas como sigue:

A pesar de una larga historia de investigación, la cronología de las cartas de Amarna, tanto relativa como absoluta, presenta muchos problemas, algunos de asombrosa complejidad, que todavía no tienen solución definitiva. El consenso se obtiene sólo sobre lo que es obvio, ciertos hechos establecidos, y estos proporcionan sólo un amplio marco dentro del cual muchas y frecuentemente bastante diferentes reconstrucciones del curso de los eventos reflejados en las cartas de Amarna son posibles y han sido defendidas.

A partir de las evidencias, la fecha más temprana posible para esta correspondencia es durante el reinado de Amenhotep III, quien gobernó de c. 1388 hasta 1351 a. C., posiblemente en su trigésimo año de reinado; la fecha más tardía cuando estas cartas fueron escritas sería la época del abandono de la ciudad de Ajenatón, que se cree sucedió en el primer año de reinado de Tutankamón, c. 1333 a. C. Sin embargo, Moran comenta que algunos eruditos opinan que la tablilla EA 16 pudo haber sido dirigida al sucesor de Tutankamón, Ay.

## Las cartas de Amarna y la teoría del abandono de Ajetatón
El lugar donde fue encontrado el archivo en la ciudad de Ajetatón, nombrado como la «Casa de la Correspondencia del Faraón», ubica como un completo archivo de documentos diplomáticos, clasificados y traducidos por un ejército de escribas dedicados a esa tarea.
Precisamente, la hipótesis que se ha sostenido en referencia al abandono apresurado de la ciudad Ajetatón a la caída del régimen del faraón herético a modo de huida, «se basa en el estado ruinoso y desmantelado del archivo diplomático. Los que sostienen dicha hipótesis muestran el estado desordenado y desastroso en que se encontraron las tablillas de arcilla como una prueba de que desmantelaron todo el archivo llevándose aquellas cartas importantes únicamente y dejando el resto de cualquier manera en su apuro por huida».
Analizando la mecánica de cómo funcionaria el sistema de correspondencia diplomática se podría echar luz a esto. Las tablillas eran el medio en común entre las cortes de los estados vecinos y la corte egipcia, el lenguaje diplomático era el acadio o babilónico.
Pero lo más probable es que existiera un archivo paralelo a las tablillas, en papiro e idioma egipcio. Un equipo de escribas traducía la tablilla al egipcio en cuanto se recibía, y fieles a la costumbre egipcia de registrarlo todo, se hacía una copia de dicha tablilla en papiro y hierático. Este último sería la parte importante del archivo diplomático: un conjunto de documentos en papel y lenguaje local, fácil de trasladar, y al estar clasificado por la eficiente burocracia egipcia, seguramente ordenado de tal forma que al necesitar releer el documento, era de fácil y útil localización.
En consecuencia, si hablamos de que la salida de Ajetatón se «hizo en forma apresurada a modo de huida basándose en el estado de las tablillas de tierra cocida, pesadas y de difícil traslado por su fácil rotura», dicha teoría se cae por completo al momento de pensar que el archivo real estaba en papiro e idioma egipcio, siendo copia fiel de la correspondencia enviada y recibida. Más aún, el sistema de correspondencia diplomática basado en la escritura cuneiforme era una imposición del statu quo internacional, como forma estandarizada de comunicación entre gobernantes extranjeros.
Esta imposición seguramente no sería del agrado de la burocracia egipcia, ya que no existe ni una sola tablilla de correspondencia entre el faraón y sus gobernadores o mandos militares en los estados sometidos de Canaan o Siria: sencillamente porque para los casos de correspondencia interna, la formalidad era que las cartas eran en papiro e idioma egipcio.

### Traducciones
- William L. Moran: The Amarna Letters, Baltimore: Johns Hopkins University Press, 1992. ISBN 0-8018-4251-4

### Investigación y análisis
- Goren, Y., Finkelstein, I. & Na’aman, N., Inscribed in Clay - Provenance Study of the Amarna Tablets and Other Ancient Near Eastern Texts, Tel Aviv: Sonia and Marco Nadler Institute of Archaeology, Tel Aviv University, 2004. ISBN 965-266-020-5